# Iermolino
Iermolino (en russe : Ермо́лино) est une ville de l'oblast de Kalouga, en Russie, dans le raïon de Borovsk. Sa population s'élevait à 10 483 habitants en 2013.

## Géographie
Iermolino est arrosée par la rivière Protva, un affluent de l'Oka, et se trouve à 77 km au nord de Kalouga et à 89 km au sud-ouest de Moscou.
La ville est distante de 7 km de la gare ferroviaire de Balabanovo, sur la ligne Moscou – Briansk, et à 13 km par la route du centre administratif du raïon, la ville de Borovsk.

## Histoire
L'ancien village de Iermolino se développa en un centre industriel après l'établissement en 1880 d'une usine de tissage de coton par le marchand Fiodor Issaïev. À la fin du XIXe siècle, l'entreprise comptait déjà 500 salariés. Après la révolution d'Octobre 1917, elle fut nationalisée. Iermolino continua sa croissance et reçut en 1928 le statut de commune urbaine. Au cours de la Seconde Guerre mondiale, elle fut occupée par l'armée allemande d'octobre 1941 à janvier 1942. L'usine textile détruite fut reconstruite en 1946. Iermolino reçut le statut de ville le 28 décembre 2004.
Au nord de la ville se trouve l'aérodrome de Iermolino, qui est utilisé par le régiment aérien du ministère de l'Intérieur (MVD) et par les troupes des missiles stratégiques (RVSN) de la Fédération de Russie.

## Population
Recensements (*) ou estimations de la population
| 1931  | 1959* | 1970* | 1979* | 1989*  |
| ----- | ----- | ----- | ----- | ------ |
| 3 100 | 5 703 | 7 356 | 8 015 | 10 573 |

| 2002* | 2010*  | 2012   | 2013   | - |
| ----- | ------ | ------ | ------ | - |
| 9 454 | 10 409 | 10 509 | 10 483 | - |

## Économie
Les principales entreprises de la ville sont :
- OAO Kombinat "Iermolino" (en russe : ОАО комбинат "Ермолино") : textile.
- Transvok : fabrication de fibre optique.